# شهرستان گرین (آرکانزاس)
شهرستان گرین، آرکانزاس (به انگلیسی: Greene County, Arkansas) شهرستانی در ایالات متحده آمریکا است که در آرکانزاس واقع شده‌است.

## خصوصیات
شهرستان گرین ۱٬۵۰۲٫۲ کیلومترمربع مساحت دارد.